# Energia magnetica
In fisica, in particolare in elettromagnetismo, l'energia magnetica (o energia potenziale magnetica) è l'energia associata al campo magnetico. Insieme all'energia potenziale elettrica, essa costituisce l'energia del campo elettromagnetico.
L'energia potenziale di un magnete con momento magnetico {\displaystyle \mathbf {m} } in un campo magnetico {\displaystyle \mathbf {B} } è definita come il lavoro della coppia magnetica (il momento meccanico) nel ri-allineare il momento di dipolo magnetico, ed è pari a:
{\displaystyle E=-\mathbf {m} \cdot \mathbf {B} }
dove nel caso di una spira di vettore area {\displaystyle \mathbf {A} } percorsa da corrente {\displaystyle I} si ha {\displaystyle \mathbf {m} =I\mathbf {A} }. L'energia immagazzinata in un induttore di induttanza {\displaystyle L} percorso da corrente {\displaystyle I} è invece {\displaystyle LI^{2}/2}.

## Definizione
Nel caso di materiali in cui la relazione tra {\displaystyle \mathbf {B} } e {\displaystyle \mathbf {H} } sia lineare, l'energia magnetica contenuta in un volume {\displaystyle \tau } è data da:
{\displaystyle U_{m}={\frac {1}{2}}\int _{\tau }\mathbf {H} \cdot \mathbf {B} \operatorname {d} \!\tau =\int _{\tau }u_{m}\operatorname {d} \!\tau }
dove:
{\displaystyle u_{m}={\frac {1}{2}}\mathbf {H} \cdot \mathbf {B} }
è la densità di energia magnetica.
Per un circuito percorso da corrente la densità di energia magnetica può essere definita a partire dal potenziale vettore {\displaystyle \mathbf {A} } del campo magnetico ed il vettore densità di corrente:
{\displaystyle u={\frac {1}{2}}[\mathbf {\mathbf {J} } \cdot \mathbf {A} +\nabla \cdot (\mathbf {A} \times \mathbf {H} )]}

## Circuito RL
Per ricavare l'espressione della densità di energia del campo magnetico è possibile considerare il caso di un circuito RL nel quale sia presente un solenoide infinito ideale di induttanza {\displaystyle L} e un resistore di resistenza{\displaystyle R}. Per la geometria del solenoide, in cui {\displaystyle S} è la sezione e {\displaystyle N} il numero di spire, si procede del seguente modo:
{\displaystyle L{\frac {\operatorname {d} \!I}{\operatorname {d} \!t}}={\frac {\operatorname {d} \!\Phi }{\operatorname {d} \!t}}={\frac {\operatorname {d} \!}{\operatorname {d} \!t}}(NSB)=NS{\frac {\operatorname {d} \!B}{\operatorname {d} \!t}}}
L'equazione che governa il circuito è:
{\displaystyle f-L{\frac {\operatorname {d} \!I}{\operatorname {d} \!t}}=RI}
Sostituendo in quest'ultima la prima e moltiplicando per {\displaystyle I\operatorname {d} \!t}:
{\displaystyle fI\operatorname {d} \!t=RI^{2}\operatorname {d} \!t+ISN{\frac {\operatorname {d} \!B}{\operatorname {d} \!t}}\operatorname {d} \!t=RI^{2}\operatorname {d} \!t+ISN\operatorname {d} \!B}
Notiamo come l'energia somministrata all'induttanza in un tempo {\displaystyle \operatorname {d} \!t}, che è interpretata come l'energia necessaria ad aumentare l'intensità del campo di {\displaystyle \operatorname {d} \!B}, è:
{\displaystyle \operatorname {d} \!E_{H}=INS\operatorname {d} \!B=SlnI\operatorname {d} \!B}
dove {\displaystyle l} è la lunghezza del solenoide e {\displaystyle n} la densità di spire. Dividendo per il volume del solenoide {\displaystyle Sl}:
{\displaystyle \operatorname {d} \!p_{H}={\frac {\operatorname {dE_{H}} }{Sl}}=nI\operatorname {d} \!B=H\operatorname {d} \!B}
Tale relazione ha validità generale, ma per l'esatto calcolo dell'energia è necessario conoscere la relazione tra {\displaystyle \mathbf {B} } e {\displaystyle \mathbf {H} }, cioè la curva di isteresi. Nel caso di materiali diamagnetici e paramagnetici, in cui la relazione è approssimativamente lineare:
{\displaystyle \mathbf {B} =\mu \mathbf {H} }
dove {\displaystyle \mu } è la permeabilità magnetica del materiale. L'energia è facilmente calcolabile tramite un'espressione analoga a quella del campo elettrico:
{\displaystyle E_{H}=\int _{V}{\frac {1}{2}}\mathbf {H} \cdot \mathbf {B} \operatorname {d} \!^{3}r=\int _{V}p_{H}\operatorname {d} \!^{3}r}
dove:
{\displaystyle p_{H}={\frac {1}{2}}\mathbf {H} \cdot \mathbf {B} }
è la pressione magnetica.

## Induttore
L'energia magnetica può essere definita attraverso un induttore a partire dal fenomeno dell'autoinduzione: dalla legge di Faraday-Neumann-Lenz deriva che se il flusso del campo magnetico concatenato con il circuito varia nel tempo si produce nel circuito stesso una forza elettromotrice data dalla derivata rispetto al tempo del flusso del campo di induzione magnetica cambiata di segno. La corrente che attraversa il circuito per via della forza elettromotrice indotta è data:
{\displaystyle i=-{\frac {1}{R}}{\frac {\partial \Phi }{\partial t}}}
Viceversa tutte le volte che facciamo circolare la corrente che percorre il circuito produciamo una forza elettromotrice indotta e questo è il fenomeno dell'autoinduzione. In questo modo si vede che il flusso {\displaystyle \Phi (\mathbf {B} )} è proporzionale alla corrente secondo la:
{\displaystyle \Phi (\mathbf {B} )=Li}
dove {\displaystyle L} è detto coefficiente di autoinduzione e si misura in {\displaystyle \mathrm {\Omega \,s} =\mathrm {H} } (Henry).

Si conclude che l'energia associata al campo magnetico generato da una corrente elettrica che circola in un circuito è data da:
{\displaystyle E_{H}=\int _{0}^{i}Li\operatorname {d} \!i={\frac {1}{2}}Li^{2}(t)}
Una forma alternativa dell'energia magnetica è quella di considerare la sua densità, ovvero la pressione magnetica:
{\displaystyle p_{H}={\frac {\operatorname {d} \!E_{H}}{\operatorname {d} \!r^{3}}}=\int _{0}^{H}H\operatorname {d} \!B}
misurata in Pa.